# اوبالدو ترتسانو
اوبالدو ترتسانو (ایتالیایی: Ubaldo Terzano) فیلم‌بردار و متصدی دوربین اهل ایتالیا است. وی بیشتر با ماریو باوا همکاری داشته است.
از جمله آثار او می‌توان به شلاق و بدن، سه چهره ترس و شش زن برای قاتل اشاره نمود.